# Língua pirarrã
Pirarrã ou pirahã é uma língua da família linguística mura, falada por cento e cinquenta (alguns citam trezentos e cinquenta) indígenas pirarrãs, um povo monolíngue e seminômade que habita as margens do rio Maici, afluente do rio Marmelos ou Maici, que por sua vez é um afluente do rio Madeira, sendo este afluente do rio Amazonas, no Brasil.
Pirarrã é a única língua do grupo mura não extinta, sendo que todas as demais desapareceram nos últimos séculos. Essa língua não tem nenhuma relação com qualquer outra língua existente. Havia cerca de trezentos e cinquenta falantes em 2004, distribuídos em oito aldeias ao longo do rio Maici. Não é considerada em risco de extinção, pois seu uso é bem forte, sendo que os pirarrãs falam somente esse idioma.
Apresenta características peculiares, não encontradas em outras formas de expressão oral. Foi identificada e teve sua gramática elaborada em 1986 pelo linguista estadunidense Daniel Everett em cerca de doze artigos. Everett viveu entre os pirarrã por sete anos, dos anos 1970 aos 1980.

## Peculiaridades
- Uma das menores quantidades de fonemas entre os idiomas existentes, rivaliza com a língua Rotokas, da Nova Guiné, nesse aspecto. Embora não haja pirarrã com escrita, identificam-se os sons de apenas três vogais (A, I e O) e seis consoantes: G, H, S, T, P e B;
- A pronúncia de muitos fonemas depende do sexo de quem fala, havendo, por exemplo, uma sétima consoante (algo como K) somente para os homens.
- Apresenta dois ou três tons, quantidade discutida entre estudiosos.
- O falar pirarrã pode ser expresso por música, assobios ou zumbidos (como “M” com lábios fechados).
- Conforme Everett, apresenta um som “sem voz”, dental, com tremor bilabial, fricativo, somente encontrado similar em línguas não relacionadas, como a Chapacura-Wanham, a Oro Win e a Wari. Os pirarrãs evitam emitir esse som diante de estranhos, com receio de parecerem ridículos a não falantes de sua língua.
- Apenas alguns dos homens, nunca mulheres, conseguem se expressar em nheengatu ou em português. A expressão em português usa palavras desse idioma, mas a lógica é a gramática pirarrã.
- Frases muito limitadas, sendo o único idioma sem orações subordinadas.
- Não tem numerais, apenas a noção do unitário (significando também “pequeno”) e de muitos. Sua cultura e seu modo de vida, como caçadores e coletores, não exige conhecimento de numerais (um trabalho recente de Everett indica que no pirarrã não existem nem mesmo "um" e "dois"; não usam números, mas quantidades relativas).[5]
- É alegado que o povo Pirahã não possui uma terminologia única de cores, sendo uma das poucas culturas (principalmente na bacia amazônica e na Nova Guiné) que só tem palavras específicas para "claro" e "escuro", se essa alegação for verdadeira.[a][6] Embora o glossário Pirahã na tese de doutorado de Daniel Everett inclua uma lista de palavras de cor, Everett agora diz que os itens listados nesse glossário não são de fato palavras, mas frases descritivas (por exemplo, "(como) sangue" para "vermelho").[7]
- Tudo é falado no presente, não há o tempo futuro nem o passado. Trata-se de um povo, portanto, sem mitos da criação.
- Não tem termos que identifiquem parentesco, descendência. A palavra para Pai e Mãe é uma única.
- Os pronomes pessoais parecem ter-se originado na língua nheengatu, uma língua franca de origem tupi.

## Pronomes
Sheldon (1988) identificou os seguintes pronomes:
ti "eu"
gixai "tu"
hi "ele" (humano)
i "ela" (humano)
ik "ele", "eles" (vivo, não humano, não aquático)
si "ele", "eles" (vivo, não humano, aquático)
a "ele", "eles" (inanimado)
tiatiso "nós"
gixaitiso "vocês"
hiaitiso "eles" (só para humanos)

## Frases
Os pronomes são fixados previamente antes dos verbos na sequência: sujeito – objeto indireto – objeto direto, sendo que o objeto indireto inclui preposições como “para”, “por”;
Os pronomes são usados para indicação de posse (genitivo);
Não há orações subordinadas, porém encontram-se substantivos modificados por sufixos, que fazem função similar a de uma oração subordinada.

## Verbos
Pirarrã é uma língua aglutinativa, que usa afixos para marcar significados gramaticais, inclusive para os equivalentes de verbos como "ser" e "haver".
Sufixos podem indicar também “evidencialidade” – fato testemunhado por quem fala. Outros sufixos indicam que a ação descrita é suposta por quem fala. Outros que é algo de que se ouviu falar, devendo porém a fonte da informação ser expressa claramente. Há também sufixos nos verbos para caracterizar vontade de fazer algo, frustração ao iniciar a ação, frustração ao concluí-la. Há ainda sufixos que tornam os verbos em substantivos derivados.
Há formas verbais para definir ação completada, não completada, ação visando um objetivo claro, sem objetivo definido, ação contínua, repetitiva ou iniciando. Não há clara definição, porém, de transitividade. Há, por exemplo, um único verbo para "ver" e "olhar", um único para "matar" e "morrer".
Conforme Sheldon (1988), as conjugações de verbos pirarrãs têm oito grupos principais de sufixos:
Grupo A:
intensivo
Ø
Grupo B:
causativo – incompleto
causativo – completo
iniciante – incompleto
iniciante – completo
futuro – algum lugar
futuro – outro lugar
passado
Ø
Grupo C:
negativo/optativo + C1
Grupo C1:
preventivo
com opção
possível
positivo/optativo
negativo indicativo + C2
positivo indicativo + C2
Grupo C2:
declarativo
probabilístico/certo
probabilístico/incerto/iniciando
probabilístico/incerto/ocorrendo
probabilístico/incerto/completo
estativo
interrogativo 1/progressivo
interrogativo 2/progressivo
interrogativo 1
interrogativo 2
Ø
Grupo D:
continuativo
repetitivo'
Ø
Grupo E:
imediato
tentativa
Ø
Grupo F:
durativo
Ø
Grupo G:
desejado'
Ø
Grupo H:
causal
conclusivo
enfático/reiterativo
enfático + H1
reiterativo + H1
Ø + H1
Grupo H1:
presente
passado
passado imediato
Esses sufixos verbais podem levar a alterações fonéticas, podendo também vogais aparecerem entre sufixos para interligação fonética. Quando a junção de dois fonemas implica vogais duplas, a vogal de menor tom desaparece.
As primeiras pesquisas sobre a língua foram conduzidas por Steven N. Sheldon nos anos 1970 sob o patrocínio do Museu Nacional do Rio de Janeiro, FUNAI, e a Universidade de Brasília. Muito do que se sabe sobre pirarrã deve-se ao trabalho de Daniel Everett e Keren Madora Everett feito durante os sete anos de convívio que os pesquisadores partilharam com os pirarrã em intervalos desde 1979. Os Everett são os únicos falantes não maternos da língua.

## Vocabulário
Algumas palavras recolhidas por Arlo Heinrichs em março de 1963 de um menino pirarrã chamado Bernardo (nome em pirarrã: koi²o²á²ʔa²):
| Número | Português                  | pirarrã                 |
| ------ | -------------------------- | ----------------------- |
| 1      | cabeça                     | á²pai¹                  |
| 3      | cabelo                     | a²paí²tai²¹             |
| 5      | orelha                     | aó²pai²                 |
| 7      | olho                       | aó²pai¹                 |
| 9      | nariz                      | i²taó²pai¹              |
| 11     | boca                       | kaó²pai²                |
| 12     | língua                     | í²po¹pai²               |
| 14     | dente                      | aí²to¹pai²              |
| 16     | saliva                     | i²pói²si¹               |
| 17     | pescoço                    | boí²to²pai²             |
| 19     | peito                      | bó²pai²                 |
| 20     | costas                     | í²ga²pai²               |
| 21     | mão                        | ó²pai¹                  |
| 23     | perna                      | á²po¹pai¹               |
| 25     | joelho                     | aó²¹pai²                |
| 27     | pé                         | áa²¹pai²                |
| 29     | coração                    | ai²óo²pai²              |
| 31     | fígado                     | i²bío¹pai¹              |
| 33     | barriga                    | kó²ʔo²pai¹              |
| 34     | tripas, intestinos         | ko²ʔo²hói²¹si²          |
| 35     | pele                       | ó²i¹                    |
| 37     | osso                       | sá²ai¹                  |
| 39     | sangue                     | i¹bíi²¹                 |
| 41b    | veado                      | baí²toi¹                |
| 41c    | bode                       | baí²to²gi¹              |
| 41d    | cobra                      | ti²gaí²ti²              |
| 43     | jacaré-açú                 | kó²ʔoa¹hai²ʔi²          |
| 44     | cachorro                   | gió²pai¹                |
| 46     | onça                       | baó¹goi²pai¹a²          |
| 48     | macaco-coatá               | gi²ʔá²ai¹               |
| 49     | anta                       | ká²ba²ti¹               |
| 50     | chifre                     | sá²paì²i²               |
| 52     | rabo                       | i¹gá²toi²               |
| 54     | nambú                      | hoa²saí²si²             |
| 56     | papagaio                   | kaá²hai²ʔài¹            |
| 57     | garra, unha de bicho       | i¹so²pó²i²              |
| 59     | asa                        | si²pó²ai²               |
| 61     | pena, pluma                | sí²tai¹                 |
| 63     | ovo                        | sí²toi²¹                |
| 65     | peixe                      | tao²í¹ʔi²hi²ai²         |
| 67     | cobra                      | ti²gaí²ti²              |
| 69     | piolho                     | ti²hií²hi²              |
| 71     | verme, minhoca             | i¹o²bí²ʔi²              |
| 73     | milho                      | tí²haa²¹                |
| 75     | mandioca                   | áo²hoi²                 |
| 77     | fumo (tabaco)              | tí¹hi²                  |
| 79     | árvore                     | ií²¹                    |
| 81     | pauzinho                   | ií²ʔoí¹hi²hi²           |
| 83     | capim, grama               | pii¹²ʔí¹hi²             |
| 85     | flor                       | ii²¹ho²áó²bai²          |
| 88     | fruta                      | ti²o²í²hi²              |
| 90     | semente                    | aí¹²si²                 |
| 92     | folha                      | pí¹                     |
| 94     | raiz                       | sá²ai¹                  |
| 96     | casca                      | í²o¹i¹                  |
| 98     | céu                        | bí²gi¹                  |
| 99     | sol                        | hí²si¹                  |
| 101    | lua                        | ká²hai¹ʔài²¹i²          |
| 103    | estrela                    | po²goi³sái²             |
| 105    | dia                        | cí²¹bi²gáo²pi²          |
| 107    | noite                      | á²ho¹ai²                |
| 109    | ano                        | pí²hoi²¹hi²ai²          |
| 110    | nuvem                      | hoá²a¹ʔai²              |
| 112    | chuva                      | pí²                     |
| 114    | nevoeiro (fumaça da terra) | pi²hoa á²ʔai²           |
| 115    | vento                      | i²ó¹hoi¹                |
| 118    | granizo                    | pi²á¹sa¹hoa¹            |
| 120    | água, rio                  | pí²                     |
| 125    | lagoa                      | aá²boi²                 |
| 128    | terra                      | bí²gi¹                  |
| 130    | pó, poeira                 | ni²hóa²ai¹              |
| 132    | areia                      | tá²hoa²si²              |
| 133    | o mato                     | ó²i¹                    |
| 137    | pedra                      | á²ʔa¹ti²                |
| 139    | caminho                    | á²gi¹                   |
| 142    | casa                       | kái²¹i¹                 |
| 145    | canoa                      | á²ga²oa²ai²             |
| 147    | arco                       | ho¹ií²                  |
| 150    | flecha                     | pó²ga²hai²              |
| 152    | machado                    | tái²¹si²                |
| 154    | a faca                     | ka²haí²ʔio²i²           |
| 157    | corda                      | bá²ai²gi²hi¹            |
| 159    | panela (de barro)          | taí¹hoa²ʔai²            |
| 160    | banha                      | sa²haí¹                 |
| 163    | sal                        | sí²gi¹hi²               |
| 164    | fogo                       | ho²aí²                  |
| 167    | fumaça                     | hoa¹ʔaí²¹               |
| 169    | cinza                      | hoa²tíi¹                |
| 171    | pessoa, gente              | hia²bá²si¹ àa²ga²       |
| 172    | homem                      | hí¹gi²hi¹               |
| 173    | mulher                     | i²pói¹hi²               |
| 174    | menina                     | i¹aó²gi²hi¹             |
| 174    | criança                    | ti²o²áa²ʔai²            |
| 178    | marido, esposa             | hi¹baí²ti²hi²           |
| 181    | pai                        | bái²¹ʔi² hí²gi²hi¹      |
| 182    | mãe                        | bái²¹ʔi² í²poi¹hi²      |
| 183    | nome                       | hi¹góo²¹ka²si¹gi²ai²ʔi² |
| 184    | eu                         | ti²ʔáa²ga²              |
| 185    | tu (você)                  | gi¹ʔaí²ʔáa²ga²          |
| 186    | ele                        | hí¹gai²ʔáa²ga²          |
| 187    | nós                        | ti²ʔaí²ti²so²           |
| 188    | vós (vocês)                | gi²ʔaí¹ti¹so²           |
| 189    | eles                       | hi²ʔaí¹ti¹so²           |
| 204    | não tem                    | hi¹a¹ba¹                |
| 208    | e                          | pió²                    |
| 209    | com                        | ʔáo²¹, kao¹             |
| 211    | a, em                      | -o²                     |
| 213    | um                         | hi²hói¹²                |
| 214    | dois                       | hi²hói²¹                |
| 215    | três                       | hi²báa²gi²ʔi²           |
| 216    | quatro, cinco, etc.        | hi²aí¹ba¹ʔai²           |
| 272    | bom                        | i²báa²ai¹               |
| 279    | frio                       | a²gí¹ʔi²                |
| 280    | quente                     | ho²ái²¹ʔi²              |
| 281    | amarelo                    | bíi²¹sai²               |
| 282    | verde                      | á²hoa²sai²              |
| 283    | vermelho                   | bíi²¹sai²               |
| 284    | preto                      | o²paí¹ai¹ʔi¹            |
| 285    | branco                     | oó bi¹ai¹ʔi²            |
| 286    | sujo                       | ʔoí¹gi¹                 |
| 287    | molhado                    | í²hoa¹                  |
| 288    | seco                       | hi¹aí²ʔi²               |
| 289    | liso                       | ó o²¹ʔoi²               |
| 290    | pesado                     | i²taí²                  |
| 292    | todos                      | o¹gi¹áo²gao¹            |
| 297    | fino                       | hi²o¹ʔoi²               |
| 298    | comprido                   | pí²ʔi²                  |
| 304    | aquí                       | gái²                    |
| 305    | aí                         | aa²ʔái²                 |
| 308    | longe                      | káo²¹ʔaá²ga¹            |
| 309    | perto                      | í²gi¹ai²go¹             |